# Cité Marine
Cité Marine est une entreprise spécialisée dans les plats à base de poisson enrobé et de légumes cuisinés, à la fois en frais et en surgelé. Son siège est situé à Kervignac, dans le Morbihan. En juillet 2018, d'après Ouest-France, Cité Marine a réalisé un chiffre d'affaires de 250 millions d'euros, et compte 1 200 salariés. En 2023, d'après son site web, l'entreprise dispose de 8 sites de production, majoritairement situés en Bretagne.

## Histoire

### Débuts en Bretagne-sud
L'entreprise est fondée en 1990 à Concarneau et produit initialement du poisson pané. Elle déménage sa production à plusieurs reprises dans la région pour accompagner son développement : à 1991 à Briec-de-l'Odet sur un site de 400 m2, puis en 1992 à Lorient sur un site de 1 800 m2, puis se fixe à Kervignac en 1996 où elle inaugure une usine de 5 670 m2. Cette usine est cependant détruite par un incendie dès 1998, et la production doit temporairement déménager près de Vannes le temps des travaux de reconstruction du site de Kervignac. La même année l'entreprise conduit sa première opération de croissance externe en rachetant l'entreprise de transformation de poissons surgelés Liogel près de Loudéac.

### Filiale de Nissui
Dans le cadre d'un développement en Europe, le groupe japonais Nissui rachète 59 % du groupe à son fondateur en 2007, et accroit son réseau sur le continent, alors qu'il a aussi racheté le groupe danois Nordic Seafood et espagnol, Europacifico. Cet investissement permet à l'entreprise de doubler son chiffre d'affaires en cinq ans qui passe à 100 millions d'euros en 2011.
L'entreprise continue sa croissance avec l'ouverture d'un nouveau bâtiment de 10 000 m2 sur son site de Kervignac en 2011, puis l'ouverture d'un bâtiment usine supplémentaire de 7 000 m2 sur le même site en 2017. Cité Marine procède aussi à plusieurs opérations de opération de croissance externe en rachetant plusieurs concurrents dans la sa région. Elle acquiert Halieutis Fish & Co (transformation et la congélation de produits de la mer) au Groupe Roullier de Saint-Malo en 2017, puis l'entreprise Miti (crevette crue et élaborée) de Nantes de manière progressive entre 2017 et 2019. En juillet 2022, Cité Marine annonce le rachat de Keranna Productions, une division d'Agromousquetaires (Intermarché) spécialisée dans les produits frais et surgelés à base de volaille, de poissons et de végétaux. Fin 2021, Cité Marine investit 32 millions d'euros pour la création d'une nouvelle usine destinée à produire des plats à base de poisson, à Saint-Quentin dans l'Aisne.
Début 2018, le quotidien Le Monde décrit le parcours de formation de réfugiés embauchés par l'entreprise sur son site de Kervignac, près de Lorient : un groupe de 11 stagiaires réfugiés a été formé entre juin et octobre 2017, et neuf ont obtenu un poste, dont six en contrat à durée indéterminée (CDI).
Le site principal est régulièrement confronté à des problèmes de recrutement en raison de son choix initial de s'installer à Kervignac, éloigné de 12 km de Lorient, loin des transports en commun. Une crèche d'entreprise baptisée « Les Pirates de Cité Marine » est inaugurée sur le site de Kervignac en septembre 2021, afin de répondre aux besoins du personnel qui travaille en horaires décalés.